# Yumeji Tsukioka
Yumeji Tsukioka (月丘夢路, Tsukioka Yumeji, nascida Akiko Hinotsume, 14 de outubro de 1922 – 3 de maio de 2017) foi uma atriz de cinema japonesa. Ela apareceu em mais de 150 filmes entre 1940 a 1994 dirigidos por diretores como Yasujirō Ozu, Keisuke Kinoshita e Kinuyo Tanaka. Seu marido era o diretor de cinema Umetsugu Inoue.

## Filmografia selecionada
- Banshun (1949)
- Nagasaki no kane (1950)
- Hiroshima (1953)
- Ojōsan shachō (1953)
- Nijū-shi no hitomi (1954)
- Jibun no ana no nakade (1955)
- Chibusa yo eien nare (1955)
- Byakuya no yōjo (1958)
- Ogin-sama (1962)
- Karei-naru Ichizoku (1974)